# Klementyna Mańkowska
Klementyna Mańkowska (* 1. August 1910 in Wysuzka, Österreich-Ungarn (heute: Висічка Wyssitschka, Borschtschiw, Ukraine); † 4. Januar 2003 im Château Sermoise bei Nevers) war eine Angehörige des polnischen Widerstandes und Agentin polnischer und britischer Nachrichtendienste während des Zweiten Weltkrieges.

## Leben
Klementyna Mańkowska wuchs in einer galizischen Adelsfamilie in der Nähe von Lemberg auf.
1939 lebte sie auf dem Gut ihres Ehemanns Adam Graf Mańkowski in Winnogóra bei Posen mit ihren zwei Söhnen.
Nach der Besetzung Warschaus schloss sie sich im Oktober 1939 der polnischen Widerstandsbewegung an und gehörte zum Widerstandskreis „Die Musketiere“, der sich hauptsächlich aus dem polnischen Adel rekrutierte. Die von Stefan Witkowski geführte Gruppe arbeitete unabhängig von der polnischen Exilregierung und direkt für den britischen Geheimdienst.
Im Juni 1941 hatte Mańkowska Kontakt mit Rudolf von Scheliha. Zu ihren Informationsquellen hat auch Wilhelm Canaris gehört. Letztendlich hat wohl Canaris dafür gesorgt, dass Mańkowska als Agentin der Abwehr eingestellt und als solche der Verhaftung entgehen und unbeschadet Frankreich verlassen konnte.
Über den Wehrmachtbefehlshaber im besetzten Teil Frankreichs für den Raum Nantes gewann sie Informationen über die deutschen Besatzungstruppen und über deutsche Truppenbewegungen, die sie nach Großbritannien weiterleiten konnte.

## Mańkowskas Haltung gegenüber den Deutschen
Mańkowskas uneingeschränkte Loyalität gehörte dem polnischen Widerstand und dem Kampf gegen den deutschen Kriegsgegner. Da sie jedoch besonders im deutschen Militär auf sehr viele Gegner der nationalsozialistischen Politik traf, plädierte sie stets für Differenzierung und dafür, nicht pauschal die gesamte deutsche Bevölkerung zu verurteilen.

## Ehrungen
- 1953: Silbernes Verdienstkreuz der Republik Polen mit Schwertern[7]
- 1997: Bundesverdienstkreuz Erster Klasse „In Anerkennung ihrer besonderen Verdienste um die Bundesrepublik Deutschland und die deutsch-polnische Aussöhnung“[8]

## Schriften
- Odyssee einer Agentin. Ein Frauenschicksal im Zweiten Weltkrieg. (deutsche Erstausgabe 1995)